# دیوید شنکر
دیوید شنکر(انگلیسی: David Schenker) یا دیوید کنت شنکر در دوران جورج دبلیو بوش در وزارت دفاع کار می‌کرد، در ۹ آوریل ۲۰۱۸ وی بعنوان رئیس دفتر امور خاور نزدیک در وزارت امور خارجه معرفی شد. دفتر امور خاور نزدیک وزارت امور خارجه به سیاست‌های خارجی ایالات متحده و روابط دیپلماتیک این کشور با الجزایر، بحرین، مصر، ایران، عراق، اسرائیل، اردن، کویت، لبنان، لیبی، مراکش، عمان، قطر، عربستان سعودی، سوریه، تونس، امارات متحده عربی و یمن می‌پردازد.

## زندگی‌نامه
شنکر در سال ۱۹۶۸در خانواده شنکر متولد شد مادرش لیندا و پدر وی مایکل بود. او در ریج وود، نیوجرسی بزرگ شد و از دبیرستان ریور وود در ۱۹۶۸ فارغ‌التحصیل شد. شنکر لیسانس B.A. خود را در ۱۹۹۰ از دانشگاه ورمانت و سپس لیسانس خود را دانشگاه میشیگان اخذ نمود.
شنکر بیشتر دوران فعالیت خود را در انستیتو واشینگتن برای سیاست خاور نزدیک گذراند، اندیشکده‌ای که از دولت اسرائیل حمایت می‌کند و پس از تحصیلات تکمیلی به عنوان یک تحلیلگر به فعالیت پرداخت.
در سال ۲۰۰۲، شنکر موقتاً انستیتوی واشینگتن را ترک گفت تا بعنوان مدیر امور خارجی در منطقه جنوب غرب آسیا شامل (سوریه، لبنان، اردن و فلسطین) در وزارت دفاع دولت بوش تحت ریاست دونالد رامسفلد خدمت کند. شنکر در سال ۲۰۰۶به انستیتو واشینگتن برای سیاست خاور نزدیک بازگشت و از آن زمان تاکنون در آنجا بوده‌است. شنکر در هنگام نامزدی‌اش برای وزارت امور خارجه، مدیر انستیتوی سیاست عرب بود.
شنکر نویسنده پرکاری است و اغلب تالیفات وی در خصوص حزب‌الله لبنان لبنان و سوریه است. وی دو کتاب به نام رقص با صدام نوشت: تانگو استراتژیک روابط اردن و عراق (۲۰۰۳) و دموکراسی و حکومت خودگردان فلسطین و همچنین ارزیابی در شورای قانونگذاری (۲۰۰۰) است.

## نظرها و خط مشی

### عراق
‌۹ آوریل۲۰۲۰ دیوید شنکر دستیار وزیرخارجه و دفتر امور خاور نزدیک در مورد عراق، اظهار داشت: ما بدنبال دولتی هستیم که بتوانیم با آن کار کنیم دولتی که به خواست‌های مشروع مردم عراق پاسخگو باشد، دولتی که به اصلاحات متعهد است، دولتی که خواهان جنگ با فساد است، دولتی که برای استقلال و حاکمیت عراق ارزش قائل است.
در این پروسه آنطور که ما طی ماه‌های اخیر دیده‌ایم، شما دیده‌اید که قاسم سلیمانی قبل از مرگش یک دیدار کننده ثابت از عراق بود تا به مردم و سیاستمداران عراق بگوید نخست‌وزیر بعدی آنها چه کسی باید باشد.